# Frank Tovey
Francis John Tovey (Londen, 8 september 1956 – aldaar, 3 april 2002), bekend als Frank Tovey, was een Brits muzikant en, onder zijn pseudoniem Fad Gadget optredend, roerganger van de new wave.

## Carrière
Frank Tovey, uit de East End, ging vanaf 1974 naar St Martin's School of Art in Londen, en studeerde vanaf 1975 kunst aan Leeds Polytechnic. Tijdens zijn studies begon hij performances te geven en voorzag hij met kortstondige banen in zijn onderhoud. Hij ontmoette Daniel Miller op een concert van Monochrome Set, en werd de eerste artiest onder contract op Mute Records. Als artiestennaam koos hij Fad Gadget, wat men vrijelijk als 'hebbedingetje voor een modegril' kan vertalen. Zijn invloedrijke eerste single, 'Back to Nature', zette meteen de toon: in een synthetische, artificiële compositie zingt hij onderkoeld over 'de natuur', dat wil zeggen, het natuurlijke gevoel van caravans, spuitbussen, infrarood licht, rubberen bomen en geodetische koepels. De song vormt een door en door ironisch (en melodisch aanstekelijk) statement.
In de vroege tachtiger jaren oogstte hij opmerkelijk succes met zijn experimentele, bevreemdende sound. In 1980 vormde Depeche Mode nog het voorprogramma van Fad Gadget: de band werd daarop eveneens bij Mute Records ingelijfd en begon aan een snelle glanscarrière; Depeche Mode werd namelijk alras bekender dan Fad Gadget zelf. Niettegenstaande de grote erkenning die hem in het elektronische-muziekmilieu te beurt viel, bleken zijn 'intellectuele' nummers commercieel niet buitengewoon succesrijk. Toch was zijn fanbasis groot genoeg om verdere, eveneens hoogst originele singles uit te brengen: 'Fireside Favourite' (een vrolijk kampeerliedje over nucleaire oorlog), 'Ladyshave' (over dwangmatig scheren) en 'Collapsing New People' (een soort ironische lofrede op de gothic-scène, tezamen met Einstürzende Neubauten) gelden als baanbrekende new wave-klassiekers. Zijn album Under the Flag uit 1982, met de bekende nummers 'For whom the Bells Toll' en 'Love Parasite', is een vlijmscherpe satire op Thatcheriaans Engeland. Notoir zijn tevens de geposeerde foto's van Toveys schaduw die een wapperende vlag in de hand houdt, een bevroren grijns tonend, dan wel laconiek een kopje thee drinkend.
De excentrieke Fad Gadget maakte heuse performances van zijn optredens, waarin hij levensgevaarlijke acrobatieën uithaalde. Tijdens een optreden in het Amsterdamse Paradiso in 1983 klauterde hij op de installatie, brak bij het vallen zijn beide benen en liep twee blauwe ogen op; vervolgens zette hij met al zijn krachten het optreden voort. Een foto van de gehavende Tovey werd later in het inlegboekje van Under the Flag afgedrukt. Ook choqueerde hij het publiek op een bepaald optreden door op het podium zijn schaamhaar uit te plukken en rond te strooien.
Vanaf 1986 besloot Frank Tovey onder zijn eigen naam op te treden; dit markeerde eveneens een ommekeer in zijn muzikale, zij het niet in zijn tekstuele stijl. Via het album Snakes and Ladders, waarin de synthipop-invloeden van Fad Gadget nog sporen nalieten, kwam hij in 1988 tot Civilian, waar de klemtoon duidelijk sterker op gitaarmuziek kwam te liggen; het was in wezen een andere muzikale verpakking voor dezelfde maatschappijkritische, sarcastische teksten van voorheen. Nadat hij zich in 1989 aan een album met folk-traditionals gewaagd had, werkte hij in 1991 en 1992 met het begeleidingsorkest The Pyros samen, met wie hij twee rijkelijk geïnstrumenteerde albums uitbracht. Van het Fad Gadget-geluid schoot omstreeks die tijd niets meer over; Tovey neeg veeleer naar blues.
Tussen 1992 en 2001 liet noch 'Frank Tovey', noch 'Fad Gadget' van zich horen. In 2001 begon hij echter opnieuw als Fad Gadget op te treden; hij was inmiddels gehuwd en vader van twee kinderen. Zoals Depeche Mode hem in 1980 begeleid had, begeleidde hij hen nu op hun tournee van dat jaar, en werd hierin door de groep TempleX bijgestaan, wier album hij produceerde. Zijn verzamel-cd verscheen in 2001, en hij maakte plannen voor een comeback-tournee in het voorjaar van 2002. Op drie april overleed Frank Tovey thuis in Londen echter eensklaps aan een hartinfarct, een risico dat hij overigens reeds van kindsbeen af gelopen had.
Een speciale verzamelbox met Fad Gadgets beste nummers, live-optredens, promotiemateriaal, voorheen ongeproduceerde tracks, alsmede commentaren van vrienden-collegae, werd door Frank Toveys gezinsleden samengesteld en in 2006 uitgebracht.

## Discografie

### Albums alsFad Gadget
- 1980 Fireside Favourites
- 1981 Incontinent
- 1982 Under the Flag
- 1984 Gag
- 2001 The Best of Fad Gadget
- 2006 Fad Gadget by Frank Tovey (postuum)

### Albums alsFrank Tovey
- 1985 Snakes and Ladders
- 1986 The Fad Gadget Singles
- 1988 Civilian
- 1989 Tyranny and the Hired Hand

### Albums alsFrank Tovey and the Pyros
- 1991 Grand Union
- 1992 Worried Men in Second Hand Suits

### Singles alsFad Gadget
- 1979 Back to Nature
- 1980 Ricky's Hand
- 1980 Fireside Favourite
- 1981 Make Room/Ladyshave
- 1982 Saturday Night Special
- 1982 King of the Flies
- 1982 Life on the Line
- 1983 For whom the Bells Toll
- 1983 I Discover Love
- 1984 Collapsing New People
- 1984 One Man's Meat

### Singles alsFrank Tovey
- 1985 Luxury
- 1986 Luddite Joe
- 1988 Bridge Street Shuffle
- 1989 Sam Hall

### Singles alsFrank Tovey and the Pyros
- 1991 The Liberty Tree
- 1992 All that is mine